# Borki (powiat hajnowski)
Borki – zniesiona nazwa kolonii w Polsce położona w województwie podlaskim, w powiecie hajnowskim, w gminie Czeremcha.
W miejscu kolonii jest las.
Wierni kościoła rzymskokatolickiego należą do parafii Najświętszej Maryi Panny Królowej Polski w Czeremsze.

## Historia
W okresie międzywojennym Borki znajdowały się w powiecie brzeskim województwa poleskiego II Rzeczypospolitej, w gminie Połowce, a od 1928 w gminie Wysokie Litewskie. 1 sierpnia 1944 włączone do nowej Klukowicze w powiecie bielskim w województwie białostockim, utworzonej z przypadłych Polsce fragmentów przedwojennego Polesia. Według pisma Wydziału Powiatowego w Bielsku Podlaskim do Urzędu Wojewódzkiego (Wydziału Samorządowego) w Białymstoku z 23 lipca 1945 Borki stanowiły gromadę w gminie Klukowicze o powierzchni 113 ha. Ostatecznie gromadę Borki zlikwidowano w 1947 roku.
W latach 1975–1998 miejscowość administracyjnie należała do województwa białostockiego.
Nazwa miejscowości została zniesiona z 2022 r.